# 新西蘭地理
新西蘭由兩大島嶼和數個小島所組成，地理位置接近水半球的中心。氣候變化多樣，既有寒冷且降水多的地區，也有較為乾旱的地區，一些地區屬亞熱帶氣候。因新西蘭具有多彩的地形特徵，眾多電視節目和電影選擇新西蘭作為攝影地，例如魔戒三部曲系列。新西蘭是島國，四面環海，在西北和澳大利亞隔海相望，在北部和湯加及斐濟隔海相望。最大的兩個島嶼是北島和南島。

## 自然地理
新西蘭位於大洋洲，是地處南太平洋的島國，地理座標位置是41°S 174°E / 41°S 174°E。新西蘭國土面積268,680平方公里（包括安蒂波德斯群島、奧克蘭群島、邦蒂群島、坎貝爾島、查塔姆群島和克馬德克群島）。新西蘭的面積比意大利和日本要小，但略大於英國。
新西蘭是海洋大國，海岸線長度達15,134 km。新西蘭宣稱其專屬經濟區面積超過400萬平方公里，居世界第7位，是其土地面積的15倍。
南島是新西蘭面積最大的島嶼，居住了新西蘭四分之一的人口。南阿爾卑斯山脈縱貫南島，最高峰是庫克山，海拔3754米，也是新西蘭的最高峰。南島有18座海拔高度超過3000米的山峰。南島的東部地區有坎特伯雷平原。西海岸則以其崎嶇不平的海岸線而聞名，有相當多的天然森林。福克斯冰川和法蘭士·約瑟夫冰川也相當有名。
北島的山峰比南島要少，並且大多都是火山。北島的最高峰是盧阿佩胡山，海拔高度2797米，是座活火山。陶波湖位於北島的近乎中心的位置，是新西蘭面積最大的湖泊。陶波湖位於一座破火山口內，因70000年前的一次大型火山噴發而誕生。
根據大陸漂移學説，紐西蘭，澳洲，亞洲，歐洲，非洲，北美洲，中美洲，南美洲和南極洲在距今四億二千萬年前是連成一塊的， 後來因為地殼移動的原因，陸續分開而形成如今的各大洲. ( 資料來源： 維基百科 大陸漂移學説 )

## 地質
新西蘭橫跨了兩個板塊。太平洋板塊和印度-澳洲板塊相互碰撞，產生了北島的陶波火山帶。新西蘭也利用地熱能建設了地熱發電廠。一些火山也是有名的觀光景區，如羅托路亞的間歇泉。 
兩個板塊的相互碰撞使得新西蘭是個多地震的國家，但毀滅性地震并不多。地震使得南阿爾卑斯山脈逐漸隆起，人們也在這裡利用高低差進行水力發電。新西蘭每年的地震次數超過14,000次。一些地震的震級會超過7級。
新西蘭還有一些喀斯特地形地區，其中規模最大的是塔卡卡山及附近地區。其中一些喀斯特地形是知名的旅遊景區，如懷托摩螢火蟲洞和普納凱基。

## 行政區劃
新西蘭全國分為16個大區，其中南島有七個區，北島有九個區。查塔姆群島並不屬於任何大區。克馬德克群島和新西蘭亞南極群島只有一些新西蘭政府自然保護部門的職員居住。

## 氣候
新西蘭的氣候介於溫帶和寒帶之間，属于温带海洋性气候。南島的平均氣溫大約在8攝氏度，北島的平均氣溫大約在16攝氏度。一月和二月是最熱的月份，七月是最冷的月份。除了奧塔哥中部地區之外，新西蘭的溫差并不大，但有時天氣會在短時間內迅速變化。北島地區的氣候接近亞熱帶地區，夏季最高氣溫可達24-28度，奧塔哥中部的最高氣溫常達到30-34度。新西蘭的低窪地區年降水量可達600至1600 mm。南島的西海岸地區降水最多，而南島東海岸地區、坎特伯雷平原和奧塔哥中部地區降水最少（年降水量約350 mm）。克萊斯特徹奇是新西蘭最乾旱的城市，年降水量約有640 mm。漢密爾頓是新西蘭降水量最多的城市，年降水量達1325mm，之後是奧克蘭。南島西南部的一些地區年降水量在5000至8000毫米之間，一些山谷的降水量達到15,000 mm，是世界上降水量最多的地區之一。
新西蘭的紫外線指數很高，特別是在北島。這和該國空氣污染較少且日照時間較長有關。新西蘭大多數地區年均日照時間都超過2000小時。
影響新西蘭氣候的因素主要有三個，分別是：
- 緯度、盛行西風
- 海洋環境
- 山脈，特別是南阿爾卑斯山脈

## 土地利用

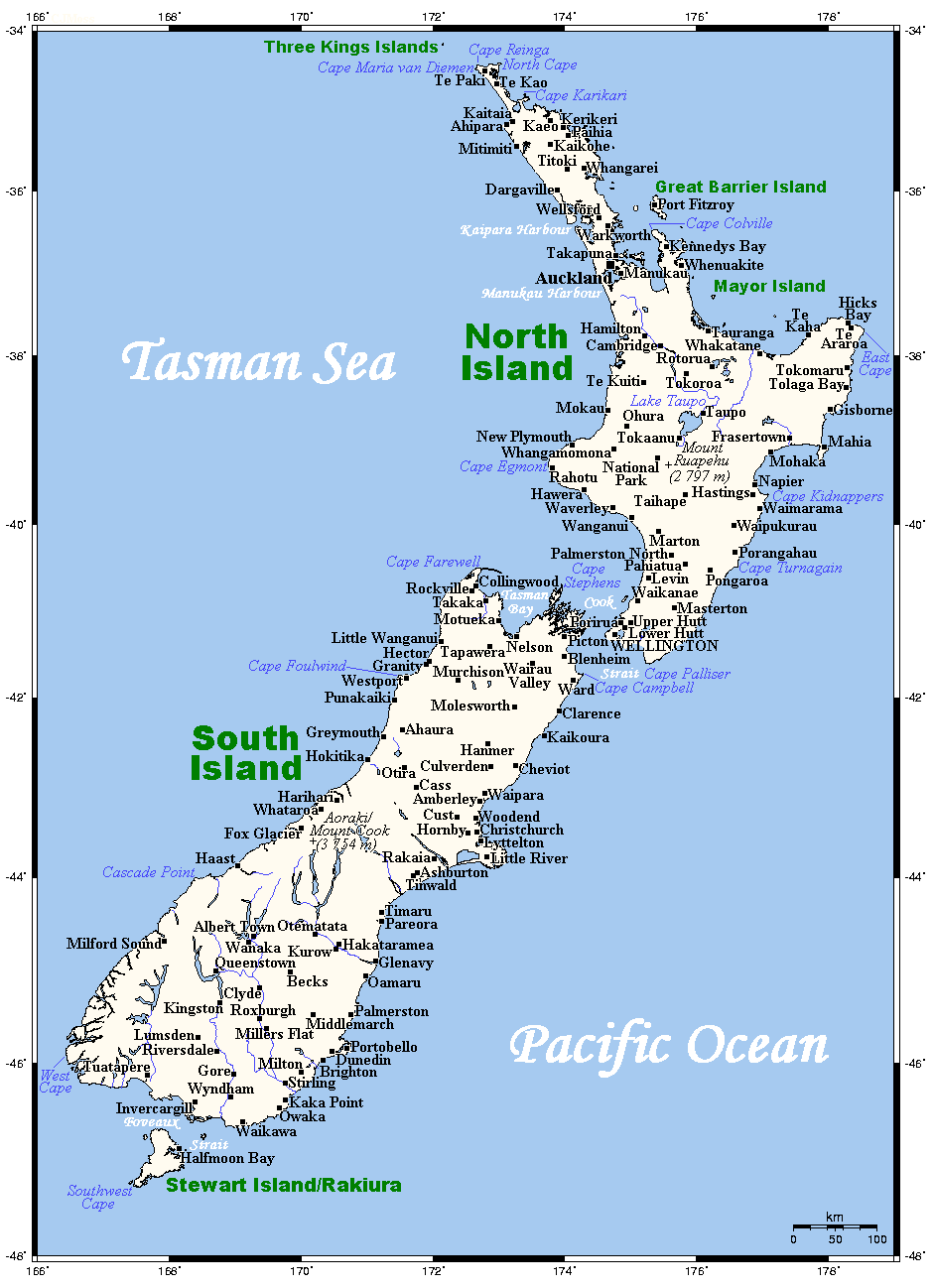
新西蘭的主要城市

新西蘭的主要自然資源有煤炭、黃金、水力資源、鐵礦、石灰石、天然氣和木材等。
土地利用
- 耕地： 5.54%
- 長期作物： 6.92%
- 其他： 87.54%

灌溉地： 2,850 km² （2003）

## 自然災害
新西蘭地震較多，但大多引起的災害並不嚴重。新西蘭平均每年有3000次地震，多數地震規模不超過里氏3級。地震也會引發海嘯。在北島地區中部，火山活動也十分常見。一些地區在夏季會有山火。奧塔哥地區和坎特伯雷平原時有乾旱。而新西蘭最多的自然災害則是洪水，多數地區會受到冬季洪水的影響；丘陵地區的降水較低地為多，係由於水氣受地形影響向上抬升而凝結降水所形成地形雨，山區溪流注入主要河流時，常會有河流水位急劇上升的現象，甚至溢出河道而淹沒周邊農田。

## 對蹠點
新西蘭接近水半球的中心，特別是邦蒂群島和安蒂波德斯群島。新西蘭的對蹠點主要是在歐洲的伊比利亞半島。南島的南部地區對應加利西亞和葡萄牙北部。北島的大部份地區則對應西班牙的中部和南部。自瓦拉多利德起，經過馬德里、托萊多，至科爾多瓦（正好是漢密爾頓的對蹠點）。查塔姆群島的對蹠點則位於法國城市蒙彼利埃的北部。

## 外部連結
- Statistics New Zealand （页面存档备份，存于）
- Provincial political map
- Showcaves.com NZ geology
- New Zealand's Geological History - 1966 Encyclopaedia of New Zealand （页面存档备份，存于）
- Seafloor Geology, Encyclopedia of New Zealand （页面存档备份，存于）
- The History of the Mapping of New Zealand